# Округ Чери (Небраска)
Чери (енгл. Cherry County) је округ у америчкој савезној држави Небраска.

## Демографија
По попису из 2010. године број становника је 5.713, што је 435 (-7,1%) становника мање него 2000. године.
| Група             | 2000.         | 2010.         |
| Белци             | 5.769 (93,8%) | 5.141 (90,0%) |
| Афроамериканци    | 4 (0,1%)      | 13 (0,2%)     |
| Азијати           | 26 (0,4%)     | 20 (0,4%)     |
| Хиспаноамериканци | 57 (0,9%)     | 95 (1,7%)     |
| Укупно            | 6.148         | 5.713         |